# Aïn El Ibel
Ain El Ibel là một đô thị thuộc tỉnh Djelfa, Algérie. Dân số thời điểm năm 2002 là 20.436 người.